# Wolfgang Dahmen (Mathematiker)

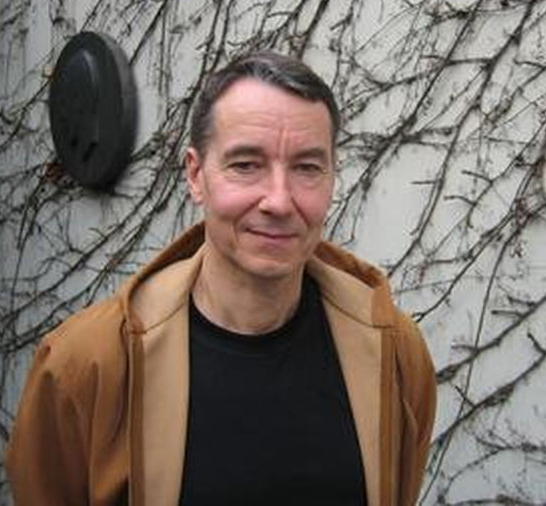
Wolfgang Dahmen, Oberwolfach 2004

Wolfgang Anton Dahmen (* 19. Oktober 1949 in Linnich, Nordrhein-Westfalen) ist ein deutscher Mathematiker und Taekwondo-Sportler.

## Karriere als Sportler
Im Mai 1975 erzielte Wolfgang Dahmen beim Taekwondo-Länderkampf gegen Südkorea den einzigen Sieg für die deutsche Nationalmannschaft. Im Herbst konnte er schließlich in Seoul den Vize-Weltmeistertitel im WTF-Taekwondo erringen. In der Folgezeit war Dahmen am Training der deutschen Nationalmannschaft maßgeblich beteiligt und erreichte 1976 den 3. Platz bei den Europameisterschaften.

## Mathematischer Werdegang
Dahmen studierte Mathematik an der RWTH Aachen und promovierte ebenda mit der Arbeit Asymptotisch optimale Approximation für klassische und exponentielle Konvergenzgeschwindigkeiten. 1981 habilitierte er sich an der Universität Bonn und wurde im selben Jahr Professor an der Universität Bielefeld. 1987 folgte er einem Ruf an die FU Berlin und war von 1992 bis 2017 wieder an der RWTH Aachen als Nachfolger von Rolf Jeltsch. 1994 war er Invited Speaker auf dem Internationalen Mathematikerkongress in Zürich (Multiscale techniques – some concepts and perspectives).
2001 wurde Dahmen in die Nordrhein-Westfälische Akademie der Wissenschaften und der Künste gewählt. Im Jahre 2002 erhielt Wolfgang Dahmen den Gottfried-Wilhelm-Leibniz-Preis. Seit 2005 ist er außerdem Professor an der University of South Carolina, von 2005 bis 2017 als Internationaler Forschungsdirektor, seit 2017 auf dem Williams-Hedberg-Hedberg-Endowed Chair of Mathematics. Im Jahr 2009 wurde er zum Mitglied der Leopoldina gewählt.
Dahmen arbeitet vor allem auf den Gebieten der Approximationstheorie, der Wavelets und der multivariaten Splines. Ein wichtiges Thema ist dabei die Lösung partieller Differentialgleichungen.

## Schriften
- mit Arnold Reusken: Numerik für Ingenieure und Naturwissenschaftler. Springer, Berlin 2006, ISBN 3-540-25544-3